# Пустое Рождество
Пусто́е Рождество́ (Пусторожде́ствино) — деревня в Сергиево-Посадском районе Московской области России, входит в состав сельского поселения Селковское.

## Население
| 1835 | 1850 | 1857 | 1859 | 1886 | 1895 | 1905 |
| ---- | ---- | ---- | ---- | ---- | ---- | ---- |
| 126  | ↗143 | ↗185 | ↘142 | ↘124 | ↗183 | ↘129 |
| 1926 | 2002 | 2006 | 2010 |      |      |      |
| ↗256 | ↘0   | →0   | ↗1   |      |      |      |

## История
Отчего село получило такое оригинальное название, удовлетворительного объяснения не имеется. Есть местное предание, что в смутное время поляки опустошили это поместье, принадлежавшее Палицыным, разграбили храм и похитили храмовую икону Рождества Христова, отсюда и стали называть село Пустым Рождеством, но в официальных документах XVII и XVIII столетий село называлось Рождественским.
По писцовым книгам 1628—1629 годов село Рождественское принадлежало переславцу Ивану Михайлову Палицыну; в селе в то время была церковь Рождества Христова.
В 1705 году село принадлежало вотчиннику той же фамилии Ивану Борисову Палицыну, в селе была церковь того же имени. Вероятно, это была новая деревянная церковь, так как прежняя ещё в 1628 году была ветха. Сведений о времени её постройки не сохранилось. К 1763 году и эта церковь уже обветшала и в 1763 году, с благословения преосвященного Сильвестра, епископа Переславского, вновь построена деревянная церковь во имя Рождества Христова с приделом святителя Димитрия.
В 1836 году вместо деревянной церкви устроен каменный храм с такой же колокольней. Престолов в нём три: в холодном во имя Рождества Христова, в трапезе тёплой в честь Казанской иконы Божией Матери и святого Димитрия, митрополита Ростовского.
В селе Пусторождествине была школа грамоты.